# ویله ویسنن
ویله ویسنن (فنلاندی: Ville Väisänen؛ زادهٔ ۱۹ آوریل ۱۹۷۷) بازیکن فوتبال اهل فنلاند بود.
از باشگاه‌هایی که در آن بازی کرده‌است می‌توان به باشگاه فوتبال دارلینگتون، باشگاه فوتبال اسپنیمور تاون، باشگاه فوتبال هاکا، باشگاه فوتبال یارو، باشگاه فوتبال دی گرافشاپ، و باشگاه فوتبال برینا اشاره کرد.
وی همچنین در تیم ملی فوتبال فنلاند بازی کرده‌است.